# 엔칸토: 마법의 세계
《엔칸토: 마법의 세계》(영어: Encanto)는 2021년 개봉한 미국의 뮤지컬 판타지 애니메이션 영화이다. 콜롬비아의 한 소녀를 주인공으로 한 작품이다. 디즈니 투자자 설명회에서 공개되어 2021년 11월 24일에 개봉한 디즈니 애니메이션이다.

## 줄거리
콜롬비아에 사는 소녀인 미라벨 마드리갈, 그녀는 마법의 땅인 엔칸토에 산다. 기적을 선물받은 마드리갈 가족 중에서 이상하게도 미라벨만 능력을 받지 못했는데, 어느날 마법에 이상이 생긴 것을 알고 마법을 구하고 진실을 밝히려 모험을 떠나는 이야기이다.

## 등장인물
- 미라벨 마드리갈

영화의 주인공이며 마드리갈 가족중에 유일하게 기적을 받지 못했다. 훌리에타와 어거스틴의 딸.
- 아부엘라 알마 마드리갈

미라벨의 할머니이자 마드리갈 가문의 기둥. 남편 페드로 마드리갈은 페파, 브루노, 훌리에타가 아기때 사망하였다.
- 펠릭스 마드리갈

미라벨의 이모부이자 페파 마드리갈의 신랑.
- 페파 마드리갈

미라벨의 이모이자 펠릭스 마드리갈의 아내.날씨를 기분에 따라 조종하는 능력이 있다.
- 어거스틴 마드리갈

미라벨의 아빠이자 훌리에따 마드리갈의 신랑. 순수하고 조심스러운 성격이지만 벌집을 건드려
벌에 자주 쏘인다.
- 훌리에타 마드리갈

미라벨의 엄마이자 어거스틴 마드리갈의 아내.옥수수빵을 만들어 사람들을 치료해 준다.
- 브루노 마드리갈

미라벨의 삼촌. 좋지 않은 예언을 했고 떠났다.미래의 환영을 볼 수 있고 그 환영과 운명은 각자의 선택에 따라 달라진다고 한다.
- 돌로레스 마드리갈

페파와 펠릭스의 딸. 22세이며 마을에서 수천 킬로미터 떨어진 곳에서도 마을의 소리를 들을 수 있다. 마리아노를 짝사랑하는중.
- 카밀로 마드리갈

페파와 펠릭스의 아들. 15세이며 다른 사람의 모습으로 변신할 수 있다.
- 안토니오 마드리갈

페파와 펠릭스의 막내 아들. 5세이며 영화 극초반부에는 능력이 없었으나 능력을 받는 장면 이후로 동물과 대화하는 능력이 생겼다.
- 이사벨라 마드리갈

훌리에타와 어거스틴의 딸이자 미라벨의 언니.꽃을 피울수 있는 초능력이 있고 한때 미라벨과 사이가 좋지 않았다.22세.
- 루이사 마드리갈

미라벨의 둘째 언니.어거스틴과 훌리에타의 둘째 딸.19세이며 괴력을 지녔다. 하지만 마음은 아직 여리다.
- 마리아노

마드리갈 가족은 아니다. 영화 중후반까지 이사벨라의 약혼자이다.

## 성우진
| 배역        | 영어 성우              | 한국어 성우         |
| ----------- | ---------------------- | ------------------- |
| 미라벨      | 스테퍼니 비어트리즈    | 함연지              |
| 아부엘라    | 마리아 세실리아 보테로 | 정영주              |
| 브루노      | 존 레귀자모            | 신용우              |
| 펠릭스      | 마우라 카스티요        | 위훈                |
| 루이사      | 제시카 대로            | 정유정              |
| 홀리에타    | 앤지 세파다            | 전숙경 박송이(노래) |
| 페파        | 카롤리나 가이탄        | 강은애              |
| 이사벨라    | 다이앤 게레로          | 김보나              |
| 어거스틴    | 윌머 발더라마          | 오인성              |
| 돌로레스    | 아다사                 | 유정은(아역)        |
| 카밀로      | 렌지 펠리즈            | 김명준 임단우(노래) |
| 안토니오    | 라비 캐벗코니어스      | 유석현(아역)        |
| 마리아노    | 말루마                 | 라준(아역)          |
| 어린 미라벨 |                        | 문다인 (아역)       |